# جان ماتویان
جان ماتویان ( انگلیسی: John Matoian؛ زادهٔ ۱۹۴۹) کارآفرین و مدیر اجرایی صنعت تلویزیونی ارمنی‌تبار اهل ایالات متحده آمریکا است.

## زندگی‌نامه
وی در ۱۹۴۹ در فرزنو، کالیفرنیا به دنیا آمد و از دانشگاه استنفورد فارغ‌التحصیل گشت. 